# 1915 (Original Motion Picture Soundtrack)
1915 (Original Motion Picture Soundtrack) è la prima colonna sonora del cantautore statunitense Serj Tankian, pubblicata il 22 aprile 2016 dalla Serjical Strike Records.

## Descrizione
Si tratta della prima colonna sonora creata interamente da Tankian e realizzata per il documentario 1915, uscito nel 2015 e volto a commemorare il centennale dal genocidio armeno. Sebbene il cantautore abbia composto la colonna sonora nel corso del 2014, lo stesso ha dichiarato che i registi del film hanno voluto ritardare la pubblicazione dell'album per garantire sia la continuità della discussione relativa al genocidio sia a sensibilizzare l'opinione pubblica per il film.
Promosso dal videoclip di Ari Im Sokhag, anch'esso uscito il 22 aprile, all'interno dell'album è presente anche il brano 100 Years, composta insieme a John Psathas e il cui videoclip commemorativo è stato pubblicato il 16 aprile 2015.

## Tracce
Testi e musiche di Serj Tankian, eccetto dove indicato.
1. Ari Im Sokhag with Guitar (Bonus) – 1:33 (testo: Raphael Patkanian – musica: Barsegh Kanachyan)
2. Tonight on This Stage/Opening Theme (Extended) – 4:49
3. Everything Ends Tonight – 1:10
4. Angela in Character Plus Fable – 1:38
5. We Finally Go Back to 1915 (Extended) – 3:06
6. Ghosts in Simon's Head – 0:34
7. The Play Is Coming to Life – 1:26
8. Falling in Love with the Enemy's Wife – 0:29
9. Angela's Dreams (Alternative) – 2:50
10. Who Are You?/Erica's Reveal – 4:11
11. Angela's Dreams – 1:36
12. James Leaves/Death Threat – 1:45
13. In the Wall with Angela (Bonus) – 0:40
14. Are You Ready?/Flashback – 1:32
15. The Theatre Opens – 1:28
16. Angela's Decision/Gabriel Confronts James – 1:52
17. James Discovers Simon's Secret – 2:26
18. Angela Is Already in 1915 – 3:43
19. James Becomes the Turk – 2:52
20. Descendants of Those Who Survived 1915 – 4:53
21. Ari Im Sokhag – 2:48 (testo: Raphael Patkanian – musica: Barsegh Kanachyan)
22. 1915 Theme End Credits (Extended) – 4:16
23. 100 Years (Bonus) – 10:41 (Serj Tankian, John Psathas)

## Formazione
Musicisti
- Serj Tankian – composizione, orchestrazione, strumentazione, voce (tracce 1, 21 e 23), arrangiamento (tracce 1 e 21)
- Larisa Ryan – voce (tracce 1, 11, 13 e 21)
- Barsegh Kanachyan – composizione originaria (tracce 1 e 21)
- David Alpay – violino (tracce 5 e 23)
- John Psathas – composizione, orchestrazione e strumentazione (traccia 23)
- Vardan Grigoryan – duduk (traccia 23)
- Sofia Labropoulou – qanun (traccia 23)
- Vagelis Karypis, Petros Kourtis, Andreas Pappas – davul (traccia 23)
- Jeffrey Mallow – chitarra (traccia 23)
- Sokratis Sinopoulos – lira (traccia 23)
- Kostas Theodorakos – vibrafono, campane tubolari, cimbalini a dita (traccia 23)

Produzione
- Serj Tankian – produzione, missaggio, mastering
- John Psathas – produzione (traccia 23)